# Жабрица порезниковая
Жа́брица поре́зниковая (лат. Séseli libanótis), также по устаревшей классификации поре́зник пирене́йский (Libanotis pyrenáica), более известный как порезник го́рный (Libanotis montána), — многолетнее травянистое растение, вид рода Жабрица (Seseli) семейства Зонтичные (Umbelliferae).

## Ботаническое описание

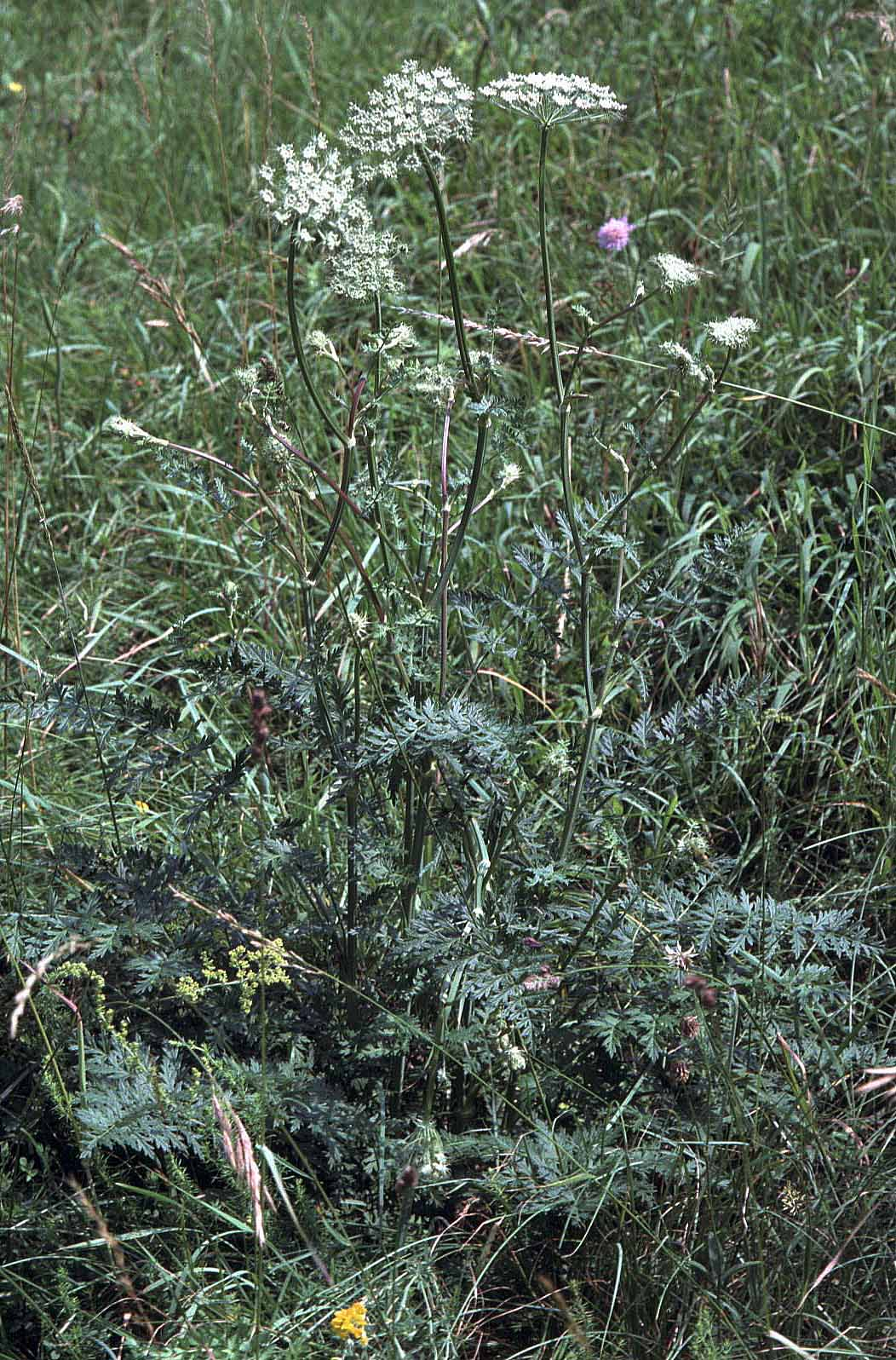
Цветущее растение

Стержнекорневое многолетнее травянистое растение, монокарпик, корень проникает вглубину на 2 м и больше. Стебель одиночный, прямостоячий, 40—170 см высотой, в верхней части разветвлённый, ребристый, голый, ближе к верхушке — нередко с мягким опушением.
Прикорневые листья черешчатые, черешки выемчатые с верхней стороны, опушённые. Пластинки их треугольные или продолговато-яйцевидные в очертании, 20—30 см длиной и 5—15 см шириной, единожды — трижды перистые, с нижней стороны сизоватые, по жилкам опушённые, доли первого порядка короткочерешчатые или сидячие, наиболее мелкие — ланцетные, широколанцетные до овальных и ланцетных, как правило, заострённые. Стеблевые листья перистые, на черешках, с голыми невздутыми влагалищами.
Зонтики щитковидные, 5—12 см в диаметре, с 30—70 опушёнными лучами. Обёртка отсутствует или из нескольких (до 10—15) цельных узколанцетных листочков. Зонтички 8—12 мм в диаметре, из 30—60 цветков. Обёрточки из 10—15 листочков линейной или шиловидной формы, шероховатых, цельных. Чашечка с опушёнными яйцевидными зубцами. Венчик белый, с внешней стороны опушённый, в бутонах снаружи лиловатый.
Вислоплодники 3—4,5 мм длиной, 1—2 мм шириной, эллиптические, уплощённые, мерикарпии со спинной стороны с пятью рёбрами. Поверхность мерикарпиев матовая, опушённая, редко голая. Ложбинки красно-коричневые, рёбра соломенно-коричневые.

## Распространение и экология
Евроазиатский вид, встречается по всей Европе, в Сибири, на Кавказе, в Малой Азии, на востоке — до Байкала и Северного Китая. Выявлен на территории Ленинградской области. Внесён в Красные книги Архангельской и Вологодской областей.
Встречается на заливных лугах, в степях, у дорог, на склонах, на выходах известняков, у дорог и на пустырях.

## Значение и применение
На выпас реагирует отрицательно. Хорошо отрастает после скашивания. В зелёном состоянии листья поедаются крупным рогатым скотом, лошадьми, овцами. Поедаемость средняя, реже хорошая. Листья в сене поедаются хорошо лошадьми и крупным рогатым скотом. Растение можно силосовать. Силос имеет слабо ароматичный запах и хорошо поедается. При содержании влаги 78,1 % содержал 5,64 мг% каротина, 0,67 % молочной кислоты, 0,70 % уксусной свободной кислоты, 0,80 % уксусной связанной кислоты, масляной кислоты не обнаружено. В сухом состоянии силос содержит 16,2 % протеина, 35,3 % клетчатки.
Используется в народной медицине. Медонос. Эфиромасличное растение, даёт гераниол. Стебли и листья содержат 0,57—0,7 % эфирного масла, сапонины, флавонолы, кумарины.

## Классификация

### Таксономия[3]
Seseli libanotis W.D.J.Koch, 1824, Nova Acta Phys.-Med. Acad. Caes. Leop.-Carol. Nat. Cur. 12(1): 111
Вид Жабрица порезниковая  относится к роду Жабрица семейства Зонтичные (Apiaceae) порядка Зонтикоцветные  (Apiales). Кладограмма в соответствии с Системой APG IV:
|  |                                      |  |                                   |                                   |                     |  | ещё 6 семейств | ещё 6 семейств |                      |  |                       |  | еще 146 подтвержденных и 40 в статусе "непроверенных" видов и инфравидовых таксонов | еще 146 подтвержденных и 40 в статусе "непроверенных" видов и инфравидовых таксонов |  |
|  |                                      |  |                                   |                                   |                     |  | ещё 6 семейств | ещё 6 семейств |                      |  |                       |  | еще 146 подтвержденных и 40 в статусе "непроверенных" видов и инфравидовых таксонов | еще 146 подтвержденных и 40 в статусе "непроверенных" видов и инфравидовых таксонов |  |
|  |                                      |  |                                   | порядок Зонтикоцветные            |                     |  |                |                | род Жабрица          |  |                       |  |                                                                                     |                                                                                     |  |
|  |                                      |  |                                   | порядок Зонтикоцветные            |                     |  |                |                | род Жабрица          |  | 1 инфравидовой таксон |  |                                                                                     |                                                                                     |  |
|  | отдел Цветковые, или Покрытосеменные |  |                                   |                                   | семейство Зонтичные |  |                |                | Жабрица порезниковая |  |                       |  |                                                                                     |                                                                                     |  |
|  | отдел Цветковые, или Покрытосеменные |  |                                   |                                   |                     |  |                |                |                      |  |                       |  |                                                                                     |                                                                                     |  |
|  |                                      |  | ещё 63 порядка цветковых растений | ещё 63 порядка цветковых растений |                     |  |                | ещё 447 родов  | ещё 447 родов        |  |                       |  |                                                                                     |                                                                                     |  |
|  |                                      |  |                                   | ещё 63 порядка цветковых растений |                     |  |                |                | ещё 447 родов        |  |                       |  |                                                                                     |                                                                                     |  |

### Инфравидовые таксоны
- в статусе подтвержденных
  - Seseli libanotis subsp. intermedium  (Rupr.) P.W.Ball

### Синонимы
- Ammi daucifolium  Scop.
- Athamanta caucasica  Hort.Par. ex Fisch. & C.A.Mey.
- Athamanta collina  Salisb.
- Athamanta daucoides  J.F.Gmel.
- Athamanta libanotis  L. basionym
- Athamanta oreoselinum  Huds.
- Athamanta pubescens  Retz.
- Athamanta riviniana  Host ex Steud.
- Balinotella libanotis  (L.)  Soják
- Balinotella libanotis subsp. leiocarpa  (Heuff.)  Soják
- Balinotella libanotis subsp. pyrenaica  (L.)  Soják
- Bubon libanotis  Dumort.
- Bubon pyrenaicus  Dumort.
- Crithmum pyrenaicum  L.
- Libanotis alpina  Schur
- Libanotis athamanthoides  DC.
- Libanotis athamantica  G.Gaertn., B.Mey. & Schreb.
- Libanotis athamantoides  Schur
- Libanotis cretensis  Gaertn.
- Libanotis crithmoides  Nyman
- Libanotis daucifolia  (Scop.)  Rchb.
- Libanotis daucifolia var. athamantoides  (Spreng.)  Poldini
- Libanotis daucoides  Scop.
- Libanotis gracilis  Rchb.
- Libanotis hostiana  Schur
- Libanotis humilis  Schur
- Libanotis leiocarpa  Simonk.
- Libanotis major  Hall. ex Gouan
- Libanotis montana  Crantz typus
- Libanotis montana subsp. bipinnata  Dostál
- Libanotis nitens  Vis.
- Libanotis pubescens  Nyman
- Libanotis pubescens  (Retz.)  Schloss. & Vuk.
- Libanotis pumila  Schur
- Libanotis pyrenaica  (L.)  O.Schwarz
- Libanotis pyrenaica subsp. bipinnata  (Čelak.)  Holub
- Libanotis pyrenaica subsp. montana  Lemke & Rothm.
- Libanotis pyrenaica subvar. libanotis  (L.)  Reduron
- Libanotis riviniana  Scop.
- Libanotis vulgaris  DC.
- Ligusticum athamantoides  Spreng.
- Ligusticum condensatum  Spreng.
- Ligusticum sibiricum  Spreng.
- Selinum libanotis  E.H.L.Krause
- Seseli athamantoides  C.A.Mey. ex Ledeb.
- Seseli intermedium  N.Vodopianova
- Seseli libanotis var. bipinnatum  Čelak.
- Seseli pencanum  Phil.
- Seseli pubicarpum  Simonk.
- Seseli reichenbachii  Ces.
- Seseli vulgare  Bubani
- Sium ammi  Vest